# Coppa del mondo di corsa in montagna 2013
La Coppa del mondo di corsa in montagna 2013 si è disputata su sei prove sotto il nome di "WMRA Grand Prix" . La coppa maschile è stata vinta da Azerya Teklay, quella femminile da Mateja Kosovelj.

## Gare di coppa del mondo 2013
Per il 2013 le gare valevoli per la coppa del mondo erano sei, contano i migliori quattro risultati. Un atleta entra in classifica finale a condizione di aver raccolto punti in almeno due competizioni valevoli per la coppa.
| Gara | Nome della gara          | Luogo di svolgimento | Data         | Nazione  |
| ---- | ------------------------ | -------------------- | ------------ | -------- |
| 1    | Montée du Grand Ballon   | Willer-sur-Thur      | 2 giugno     | Francia  |
| 2    | Castle Mountain Race     | Arco                 | 21 luglio    | Italia   |
| 3    | Tek na Grintovec         | Kamnik               | 28 luglio    | Slovenia |
| 4    | Mondiali a Krynica-Zdrój | Krynica-Zdrój        | 8 settembre  | Polonia  |
| 5    | Asitzgipfel Berglauf     | Leogang              | 15 settembre | Austria  |
| 6    | Smarna Gora              | Lubiana              | 5 ottobre    | Slovenia |

## Punteggi
Ecco come sono stati ripartiti i punti per la coppa del mondo 2013. Dal primo al trentesimo rango. Per la gara finale, la Smarna Gora, e per i campionati del mondo vengono attribuiti maggiori punti.
| Rango | Punti | Punti gara finale e mondiale |
| ----- | ----- | ---------------------------- |
| 1°    | 100   | 120                          |
| 2°    | 85    | 102                          |
| 3°    | 75    | 90                           |
| 4°    | 70    | 84                           |
| 5°    | 65    | 78                           |
| 6°    | 60    | 72                           |
| 7°    | 55    | 66                           |
| 8°    | 50    | 60                           |
| 9°    | 45    | 54                           |
| 10°   | 40    | 48                           |

| Rango | Punti | Punti gara finale e mondiale |
| ----- | ----- | ---------------------------- |
| 11°   | 35    | 42                           |
| 12°   | 30    | 37                           |
| 13°   | 27    | 32                           |
| 14°   | 24    | 29                           |
| 15°   | 22    | 26                           |
| 16°   | 20    | 23                           |
| 17°   | 18    | 21                           |
| 18°   | 16    | 19                           |
| 19°   | 14    | 17                           |
| 20°   | 12    | 15                           |

| Rango | Punti | Punti gara finale e mondiale |
| ----- | ----- | ---------------------------- |
| 21°   | 10    | 13                           |
| 22°   | 9     | 11                           |
| 23°   | 8     | 9                            |
| 24°   | 7     | 8                            |
| 25°   | 6     | 7                            |
| 26°   | 5     | 6                            |
| 27°   | 4     | 5                            |
| 28°   | 3     | 4                            |
| 29°   | 2     | 3                            |
| 30°   | 1     | 2                            |

## Uomini
Classifica finale
| Pos. | Atleta                | Anno | Nazione     | Gara 1 | Gara 2 | Gara 3 | Gara 4 | Gara 5 | Gara 6 | Totale |
| ---- | --------------------- | ---- | ----------- | ------ | ------ | ------ | ------ | ------ | ------ | ------ |
| 1    | Azerya Teklay         | 1978 | Eritrea     | 100    |        | 100    | 54     | 75     | 102    | 377    |
| 2    | Alex Baldaccini       | 1988 | Italia      | 75     | 75     | 75     | 42     |        | 90     | 315    |
| 3    | Gabriele Abate        | 1979 | Italia      | 50     | 70     | 65     | 29     | 40     | 72     | 257    |
| 4    | David Schneider       | 1979 | Svizzera    | 85     |        |        |        | 70     | 84     | 239    |
| 5    | Mitja Kosovelj        | 1984 | Slovenia    |        | 65     |        | 23     | 65     | 78     | 231    |
| 6    | Yossief Tekle         | 1992 | Eritrea     |        |        |        |        | 8      | 120    | 205    |
| 7    | Nejc Kuhar            | 1985 | Slovenia    |        |        | 85     |        | 50     | 66     | 201    |
| 8    | Bernard Dematteis     | 1986 | Italia      |        | 100    |        | 78     |        |        | 178    |
| 9    | Robbie Simpson        | 1991 | Regno Unito | 65     |        | 70     |        |        |        | 135    |
| 10   | Emanuele Manzi        | 1977 | Italia      | 40     | 30     |        |        | 60     |        | 130    |
| 11   | Gasper Bregar         | 1990 | Slovenia    |        |        | 60     |        |        | 48     | 108    |
| 12   | Julien Rancon         | 1980 | Francia     | 70     |        |        | 37     |        |        | 107    |
| 13   | Massimiliano Di Gioia | 1979 | Italia      |        | 6      | 45     |        | 18     | 37     | 106    |
| 14   | Sam Tosh              | 1991 | Regno Unito |        |        | 24     |        |        | 60     | 84     |
| 15   | Simon Alic            | 1971 | Slovenia    |        |        | 50     |        | 32     |        | 82     |
| 16   | Klemen Triler         | 1977 | Slovenia    |        |        | 55     |        | 16     |        | 71     |
| 16   | Luca Cagnati          | 1990 | Italia      |        | 50     |        | 21     |        |        | 71     |
| 18   | Xavier Chevrier       | 1990 | Italia      |        | 55     |        | 11     |        |        | 66     |
| 19   | Martin Dematteis      | 1986 | Italia      |        | 12     |        | 48     |        |        | 60     |
| 19   | Emmanuel Meyssat      | 1980 | Francia     | 45     |        |        | 15     |        |        | 60     |
| 21   | Andrei Leanca         | 1995 | Romania     |        |        |        |        | 27     | 26     | 53     |
| 22   | Rok Bratina           | 1994 | Slovenia    |        |        |        |        | 30     | 19     | 49     |
| 23   | Fujio Miyachi         | 1978 | Giappone    |        |        | 18     |        | 12     | 11     | 41     |
| 24   | Matic Plaznik         | 1993 | Slovenia    |        |        |        |        | 9      | 15     | 24     |
| 25   | Ales Zontar           | 1982 | Slovenia    |        |        | 4      |        |        | 17     | 21     |
| 25   | Anze Bozic            | 1994 | Slovenia    |        |        |        |        | 8      | 13     | 21     |
| 27   | Franci Teraz          | 1962 | Slovenia    |        |        | 6      |        | 6      | 3      | 15     |
| 28   | Vid Senica            | 1977 | Slovenia    |        |        | 8      |        |        | 4      | 12     |

## Donne
Classifica finale
| Pos. | Atleta               | Anno | Nazione     | Gara 1 | Gara 2 | Gara 3 | Gara 4 | Gara 5 | Gara 6 | Totale |
| ---- | -------------------- | ---- | ----------- | ------ | ------ | ------ | ------ | ------ | ------ | ------ |
| 1    | Mateja Kosovelj      | 1988 | Slovenia    |        | 85     | 100    | 84     | 100    | 90     | 375    |
| 2    | Antonella Confortola | 1975 | Italia      |        | 70     |        | 66     | 85     | 102    | 323    |
| 3    | Alice Gaggi          | 1987 | Italia      |        | 65     |        | 120    |        | 120    | 305    |
| 4    | Emma Clayton         | 1988 | Regno Unito | 75     | 100    |        | 102    |        |        | 277    |
| 5    | Iva Milesova         | 1977 | Rep. Ceca   |        | 27     | 75     |        | 75     | 78     | 255    |
| 6    | Elisa Desco          | 1982 | Italia      |        | 75     |        | 90     |        |        | 165    |
| 7    | Samanta Galassi      | 1988 | Italia      |        | 55     |        | 26     |        | 84     | 165    |
| 8    | Valentina Belotti    | 1987 | Italia      | 100    | 60     |        |        |        |        | 160    |
| 9    | Ursa Trobec          | 1967 | Slovenia    |        |        | 60     |        | 60     | 23     | 143    |
| 10   | Andreja Godec        | 1977 | Slovenia    |        | 4      | 65     |        | 35     | 37     | 141    |
| 11   | Jana Bratina         | 1987 | Slovenia    |        |        | 70     |        |        | 54     | 124    |
| 12   | Mihaela Tusar        | 1966 | Slovenia    |        |        | 45     |        | 40     | 21     | 106    |
| 13   | Sarah Tunstall       | 1986 | Regno Unito | 27     |        |        | 60     |        |        | 87     |
| 14   | Katja Kozjek         | 1992 | Slovenia    |        |        |        |        | 24     | 60     | 84     |
| 15   | Marta Sorli          | 1962 | Slovenia    |        |        | 24     |        |        | 11     | 35     |
| 16   | Boza Meza            | 1957 | Slovenia    |        |        | 12     |        |        | 9      | 21     |